# 长序翻唇兰
长序翻唇兰（学名：Hetaeria elongata），为兰科翻唇兰属下的一个植物种。其种加词“elongata”意为“长的”。
现接受名为Hetaeria finlaysoniana Seidenf.。